# Lázně Bělohrad
Lázně Bělohradⓘ (niem. Bad Belohrad) − miasto w Czechach, w kraju hradeckim. Według danych z 31 grudnia 2003 powierzchnia miasta wynosiła 2 839 ha, a liczba jego mieszkańców 3 744 osób.

## Demografia
| Rok             | 1970  | 1980  | 1991  | 2001  | 2003  |
| --------------- | ----- | ----- | ----- | ----- | ----- |
| Liczba ludności | 3 858 | 3 974 | 3 823 | 3 796 | 3 744 |

Źródło: Czeski Urząd Statystyczny